# Hercegovščak
Hercegovščak – wieś w Słowenii, w gminie Gornja Radgona. W 2018 roku liczyła 142 mieszkańców.